# Oikocredit
Oikocredit ist eine international tätige Genossenschaft nach niederländischem Recht (U.A.) mit Hauptsitz in Amersfoort. Sie stellt Kapital zur Förderung von sozialen und ökologischen Projekten, hauptsächlich in Entwicklungsländern, bereit. Das genossenschaftliche Kreditinstitut ohne Banklizenz finanziert sich durch die Einlagen und Beteiligungen der Mitglieder sowie durch externe Investoren, die Kapital als ethisches Investment zur Verfügung stellen.

## Geschichte

Historisches Logo

1975 wurde Oikocredit auf Initiative des Ökumenischen Rates der Kirchen unter dem Namen Ecumenical Development Cooperative Society (EDCS) gegründet. Das Ziel war es, kirchliche Rücklagen für Entwicklungsförderung zu mobilisieren. Der Grundansatz, Entwicklungsförderung durch Kredite mit einem werthaltigen Investment zu verknüpfen, stieß anfänglich bei kirchlichen Finanz- und Entwicklungsexperten auf Skepsis. Anfangs fühlten sich einige nicht wohl bei dem Gedanken, benachteiligten Menschen Darlehen statt Spenden zu geben. Andere waren nicht damit einverstanden, das Geld der Kirchen in etwas zu investieren, von dem man glaubte, dass es nicht funktionieren könne und keinen finanziellen Gewinn abwerfe. Viele Menschen aus den Kirchen in ganz Europa glaubten allerdings an die Idee von Oikocredit und gründeten Ende der 1970er Jahre Oikocredit-Förderkreise. Über die Förderkreise konnten nun Privatpersonen, Kirchengemeinden, Vereine, Stiftungen und andere Organisationen bei Oikocredit investieren, was bis dahin nur Kirchen vorbehalten war. Heute stellen die Förderkreise den größten Teil des Mitgliederkapitals von Oikocredit.
1999 änderte die Genossenschaft ihren Namen offiziell in Oikocredit.

## Kriterien der Kreditvergabe
Ziel ist die Entwicklungsförderung durch die Vergabe von Krediten und Eigenkapitalbeteiligungen an Mikrofinanzinstitutionen, Genossenschaften und Fintechs, um wirtschaftlich benachteiligte Menschen in Ländern des Globalen Südens in die Lage zu versetzen, ihre Lebensumstände zu verbessern.
Oikocredit berücksichtigt bei der Kreditvergabe folgende Kriterien:
- wirtschaftlicher und sozialer Nutzen für Gruppen benachteiligter Menschen
- Breite Beteiligungsstrukturen insbesondere für Frauen
- Ökologische Verträglichkeit
- Ökonomische Tragfähigkeit
- Bedarf ausländischer Finanzierung

## Geförderte Wirtschaftssektoren
77 % inklusives Finanzwesen
17 % Landwirtschaft
5 % Erneuerbare Energien
1 % Sonstige
(Stand: 31. Dezember 2023)

## Organisation und Arbeitsweise
Oikocredit verfügt über ein weltweites Netz von Regional- und Länderbüros in 33 Ländern. Diese beraten potentielle Geschäftspartner vor Ort, erarbeiten mit ihnen einen Finanzierungsplan und stellen einen Kreditantrag an die Hauptgeschäftsstelle in Amersfoort. Nach Genehmigung begleiten die Regional- und Länderbüros das Projekt während der gesamten Laufzeit.
Die Hauptgeschäftsstelle genehmigt Kreditanträge, überwacht den Zahlungsfluss, stellt zentrale Dienstleistungen für die Regionalstellen zur Verfügung und macht internationale Öffentlichkeitsarbeit.
Der auf Zeit gewählte aufsichtführende Vorstand besteht aus internationalen Entwicklungsexperten, die die strategische Ausrichtung konzipieren und der Mitgliederversammlung als oberstem Beschlussorgan der Genossenschaft vorlegen.
Neben den Förderkreisen, in denen sich private Anleger, Kirchengemeinden und kleinere Organisationen zusammengeschlossen haben, sind Kirchen und kirchliche Organisationen, Entwicklungsorganisationen und erfolgreiche Projektpartner Mitglieder und damit Kapitalgeber der Genossenschaft. Gemäß den genossenschaftlichen Prinzipien hat jedes Mitglied unabhängig vom Anteilskapital jeweils eine Stimme in der Mitgliederversammlung.
In Deutschland existieren sieben regionale Förderkreise sowie eine Geschäftsstelle von Oikocredit International in Frankfurt am Main. Weltweit stellen über 48.200 Investoren das Kapital.

## Statistik
- Bilanz: 1.156,9 Mio. Euro
- Projektfinanzierungen: 1.084,7 Mio. Euro
- Mitgliederkapital: 1.000,8 Mio. Euro
- 540 Partnerorganisationen in 52 Ländern

- Betriebskosten: 3,9 % – gemessen an der Bilanzsumme
- Mitarbeiter: 277  – (VZÄ, 58 % Frauen, 42 % Männer)

(Stand 31. Dezember 2023)
Oikocredit hat über Partnerorganisationen 42,2 Millionen Kreditnehmer im inklusiven Finanzwesen erreicht, wovon 87 % Frauen und 67 % Landbevölkerung sind (Stand 31. Dezember 2022).

## Evaluation der Arbeit
Oikocredit veröffentlicht alle zwei Jahre einen umfassenden Bericht zur Wirkungsanalyse ihrer Finanzierungs- und Schulungsaktivitäten (Impact Report). Die individuellen Investments unterliegen darüber hinaus einer regelmäßigen Kontrolle hinsichtlich der Erreichung sozialer und finanzieller Ziele. Potentielle Partnerorganisationen werden bereits vor Kreditvergabe im Rahmen der Due Diligence eingehend auf ihre Kapazitäten und Potenziale im ESG-Bereich untersucht. Oikocredit berichtet quartalsmäßig die wichtigsten Kennzahlen an ihre Mitglieder und Anleger.
In Ländern, in denen die Dynamiken des Mikrofinanzmarkts besondere Beachtung erfordern, wie z. B. Kambodscha, hat Oikocredit in Kooperation mit anderen Investoren verschiedene Studien durchgeführt, um den entwicklungspolitischen Nutzen der Kredite zu untersuchen.
In Weiterentwicklung ihrer Wirkungsmessung hat Oikocredit 2021 eine digitale Umfrage unter 2500 Kunden von fünf Partnerorganisationen in Kenia, Peru, Philippinen und Uganda pilotiert, bei der Veränderungen auf Einkommen, Ersparnisse, Geschäftsentwicklung und Haushalt abgefragt wurden. Diese Studie wurde 2022 auf 12 Länder und sieben Sprachen ausgeweitet.

## Kritik
Die drei Menschenrechtsorganisationen LICADHO, Equitable Cambodia und FIAN machten Oikocredit Vorwürfe wegen Kreditvergaben in Kambodscha, die angeblich zu erzwungenen Landverkäufen geführt haben. Der Vorwurf lautet, trotz der seit mindestens 2017 vorliegenden Belege über eine Überschuldungskrise weiter Investitionen in kambodschanische Mikrofinanzinstitute getätigt zu haben. Oikocredit teilte in einer Stellungnahme dazu mit, dass man keine erzwungenen Landverkäufe festgestellt hat und Kundenschutz an erster Stelle steht.